# 爆弾三勇士

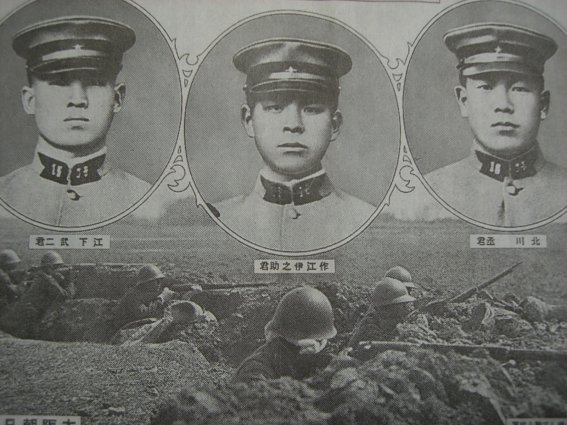
肉弾三勇士（左より右へ：江下武二、作江伊之助、北川丞）、『大阪朝日新聞』

爆弾三勇士（ばくだんさんゆうし）とは、独立工兵第18大隊（久留米）の江下武二（えした たけじ）、北川丞（きたがわ すすむ）、作江伊之助（さくえ いのすけ）の3名の一等兵である。1932年に第一次上海事変で敵陣を突破して自爆し、突撃路を開いた英雄とされる。肉弾三勇士とも言われた。

## 概要
第一次上海事変中の1932年（昭和7年）2月22日、蔡廷鍇率いる国民革命軍19路軍が上海郊外（現在は上海市宝山区）の廟行鎮に築いたトーチカと鉄条網とクリークで守られた敵陣へ日本軍が突入するため、鉄条網を破壊する作戦が決定される。この作戦に約36名（部隊全員）が志願し、前述の3名を含む2隊計6名が選ばれ、突撃路を築くため点火した破壊筒を持って敵陣に突入爆破。自らも爆発に巻き込まれて1隊の3人は全員戦死したが、鉄条網の破壊には成功した。戦闘工兵の任務の中でも非常に危険性が高いものではあるが、必死の作戦ではなかった。
当時陸軍大臣の荒木貞夫がこの件を爆弾三勇士（ばくだんさんゆうし）と命名。大阪毎日新聞・東京日日新聞は「爆弾三勇士」を使い、大阪朝日新聞・東京朝日新聞は肉弾三勇士（にくだんさんゆうし）と称した。吉川弘文館『国史大辞典』では前者、平凡社『世界大百科事典』第2版では後者の名称により解説されている。
3名は戦死後それぞれ二階級特進して、陸軍伍長となる。事件の直後2月24日には『東京朝日新聞』で「「帝国万歳」と叫んで吾身は木端微塵」、25日に『西部毎日新聞』で「忠烈まさに粉骨砕身」、『大阪朝日新聞』で「葉隠れ主義の露堂々」など、美談として広く報道され反響をよび、壮烈無比の勇士としてその武功を称えられた。軍国熱も高まり映画や歌にもなり、陸軍始まって以来ともいわれる弔慰金が集まった。
しかし、3名の死は技術的失敗によるものという説もあり（上野英信『天皇陛下萬歳爆弾三勇士序説』1971年、江崎誠致『爆弾三勇士』1958年、三国一朗聞き手『証言・私の昭和史(1)』1984年）、それによると「導火線を短く切断し、予め導火線に点火して突入したところ、3人の先頭に立った北川丞が撃たれ、3人とも倒れてしまいタイムロスを生じ、戻ろうとしたところそのまま突っ込めと言われたので、その通り突入し、目的地点に到着するかしないかの内に爆弾が爆発してしまった事故」とみている。アメリカに接収され今は返還されて国立公文書館に残る内務省文書には、ある工兵が北川と共にいた他の兵士から聞いた話として同様な内容を、こちらは技術的な失敗としてでなく、戻ろうとしたところを上官の伍長から「国のためだ、行け」と大声で怒鳴りつけられたので引返し、鉄条網に着いたか着かぬかの内に爆発した、3人は上官に殺されたようなものだとの証言を伝えている。『福岡地方史研究』第56号でも、「上官に突入を命じられた3人の兵が途中転倒のアクシデントに見舞われたが、戻ることはできず、命令のままに突進し爆死してしまった」のが事の真相で、自ら命を捨てたわけではなかったとしている。同時に攻撃に参加した別の班（総勢35人）や、同じ敵陣地の別方面を担当した工兵部隊も同様の攻撃を行い、銃撃戦の中での戦死者はこの3人の他にも出ている。
これに対し、ある工兵少佐は事件4か月後に本を自費出版して、工兵技術の専門的視点からとして導火線の長さは十分で短かったということはないと主張、他の一組が現に成功したことがその根拠としている。ところが、工兵の元締めである教育総監部の工兵総監によれば、本来この場合は、将校が滑車とロープを持って一人で前進し滑車を鉄条網にひっかけた上で（安全な位置まで下がって）ロープを使って爆弾を送り込んでから点火して爆発させるというものであったとする。兵卒を自爆の危険に晒すのは技術によって歩兵を支援する工兵の本領に反するとして、工兵総監は工兵大隊には部隊感状を出すことに反対、工兵大隊に部隊感状は授与されなかった。
また、3人の兵士のうち2人が被差別部落出身であったという説もあり、直属の上官が「あの連中は、こうした任務を与えてやれば喜んで死んでいく」と語ったとの言い伝えもあるが、この部落出身説については異説もある。小池新は、江下と北川は父と死別、作江の父には障害があったとしている（遺族からの苦情が少ない、あるいは弱いことが期待できる）。小隊長だった元少尉は、のちに取材に対し、「殺そうと思ってではない。生きて平等に手柄を立てさせたいと思ってのことだった」と答えている。しかし、実際には単に鉄条網に近づくだけでも極めて危険であり、このとき既に、銃撃により犠牲者が出ている。

## 反応

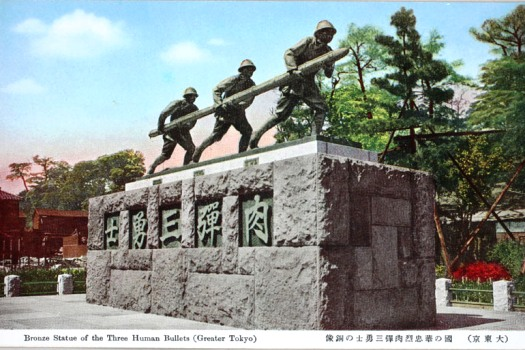
（大東京）國の華忠烈肉彈三勇士の銅像、青松寺

小池新は、「命を捨てて国に尽くす」という行為が、ここから始まったとする。
新聞各紙は「まさしく『軍神』—忠烈な肉弾三勇士に、『天皇陛下の上聞に達したい』。陸軍省は最高の賛辞」（大阪朝日・1932年2月25日）などの最大級の賛辞から、「肉弾三勇士の壮烈なる行動も、実にこの神ながらの民族精神の発露によるはいうまでもない。」（大阪朝日・1932年2月27日）というファナティックなものまで無数の記事を連日のように書き、弔慰金の金額と寄託者を一面に載せた。『大阪朝日』には34,549円、『大阪毎日』には30,575円の弔慰金が集まった。さらにキャンペーンはエスカレートし、三人の遺族による靖国神社や陸軍省訪問記事を情感たっぷりに書き、新聞購読者をより多く獲得しようとした。後述の歌もその一環である。
映画では急きょ日活や新興キネマといった大手の映画会社から、河合映画製作社、赤沢映画、東活映画社、福井映画社といった群小のプロダクションの計6つの映画社が競ってドラマチックな愛国の美談として映画化。事件報道後10日足らずの3月3日に新興と河合が封切り、6日に東活、10日に日活、福井も3月17日、と事件の起こった翌月3月中に7本の映画が封切られた。いずれも無声映画。いち早く作られたものは既存の外国映画の戦争場面に新撮された場面を加える粗雑な作りで、いずれも映画の完成度は拙速であるのは否めなかった。前年の満州事変から日本軍の戦場での悲劇や美談をモチーフに多くの映画が劇場公開され、軍国熱を高める結果となった。当時の報道機関は新聞とNHKラジオだけだったため、この種の映画は大衆性の強いニュース映画でもあった。
彼らを題材に大阪毎日新聞・東京日日新聞や東京朝日新聞などがそれぞれ顕彰歌の歌詞を公募し、大阪毎日・東京日日が与謝野鉄幹作詞・辻順治作曲による「爆弾三勇士の歌」、東京朝日公募1席が中野力作詞・山田耕筰作曲、2席が渡部栄伍作詞・古賀政男作曲による「肉弾三勇士の歌」になった。以上2曲とも歌：江文也・日本コロムビア合唱団。
歌舞伎や文楽、新派、新国劇、新声劇、曾我廼家五郎劇、志賀廼家淡海劇、エノケン、浪曲、落語、三亀松、映画説明（活動写真弁士）、流行歌、都都逸、安来節、レコード劇、軍歌、小唄、琵琶、音頭、果ては童謡まで、検閲があるにもかかわらず、先を競うように急ごしらえで三勇士ものが制作・上演された。
- 東京木挽町歌舞伎座「肉弾三勇士」3月6日初日（歌舞伎）
- 東京新宿新歌舞伎座「上海の殊勲者　三勇士」3月6日差し替わり（歌舞伎）
- 浜町明治座「上海の殊勲者 三勇士」3月5日初日（新派）
- 大阪道頓堀浪花座「上海の殊勲者 三勇士」3月6日（早川雪洲と新派合同）
- 新橋演舞場「肉弾八勇士」3月13日差し替わり
- 大阪道頓堀中座「肉弾勇士 母と嫁」3月（五郎劇）
- 大阪道頓堀角座「勇士の家」3月二の替わり（淡海劇）
- 京都座「肉弾三勇士」3月（新声劇）
- 神戸新開地松竹劇場「三勇士」3月24日初日（関西大歌舞伎）
- 大阪四ツ橋文楽座「三勇士名誉肉弾」4月1日初日（文楽）
- 大阪道頓堀浪花座「爆弾決死隊」4月（新国劇）
- 京都南座「三勇士名誉肉弾」6月初日（文楽）[14]

三勇士人気に便乗し多くの図案などにも採用され、さらには三勇士もののグッズ（菓子・ヘアスタイル・和服のデザイン）まで出る騒ぎとなった。小中学校の運動会競技にもなっている。当時の人気漫画「のらくろ」の1932年5月掲載分においても、爆弾三勇士がモデルと思われる3頭の犬が活躍するエピソードが描かれている。1933年には大藤信郎によるアニメーション映画『蛙の三勇士』が公開された。
子供たちに「肉弾三勇士ごっこ」が大流行したという。
書籍では、小笠原長生『忠烈爆弾三勇士』（実業之日本社）、大和良作・栗原白嶺『護国の神・肉弾三勇士』（護国団）、滝渓潤『壮烈無比爆弾三勇士の一隊』（三輪書店）、宗改造『軍神江下武二伝』（欽英閣）などが出版され、1933年教育総監部による『満州事変軍事美談集』に「点火せる破壊砲を抱き、身を以て鉄条網を破壊す」と題して収められた。
教科書で取り上げるべしという意見も多く挙がり、1941年から45年までの初等国語科と唱歌教材に取り上げられた。

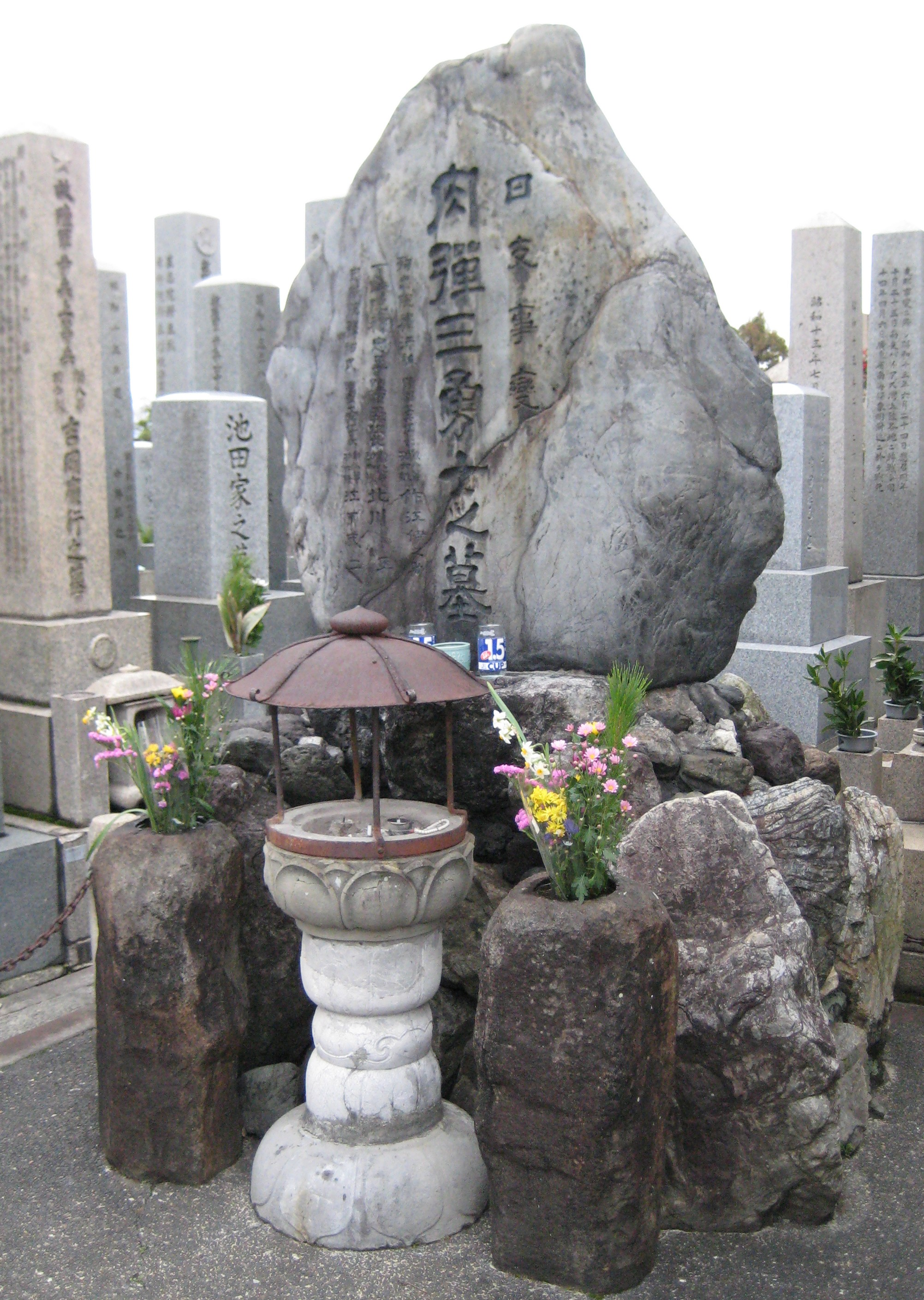
大谷本廟（京都）の「肉弾三勇士の墓」

各々の菩提寺の他、3人とも浄土真宗本願寺派の門徒であった縁故から大谷本廟などに合同墓が存在する。3人が戦死した1932年（昭和7年）10月には、長野県飯田市で直立不動の三勇士石像が建てられた。石像は同市上飯田・猿庫の泉入り口の大平街道沿いに現存している。また1934年（昭和9年）、東京・芝の青松寺には彫刻家・新田藤太郎（にったとうたろう）作による「肉弾三勇士」の銅像が建てられたが、戦後、GHQによる破却を恐れた奉賛会の手で撤去され、切断され江下武二の像のみが青松寺に残され、北川丞の像は長崎県北松浦郡佐々町にある三柱神社に移設された。作江伊之助の像は所在不明となっている。1990年（平成2年）2月、陸上自衛隊目達原駐屯地で、1934年（昭和17年）に建立されるも1942年（昭和17年）に金属回収で供出された江下武二銅像の原型石膏像が、修復のうえ公開された。
陸軍では英雄的な扱いをする一方で、肉弾攻撃よりも確実性の高い手法の研究を開始し遠隔操縦器材い号などが開発された。

### 映画
- 『肉弾三勇士』1932年3月3日公開、新興キネマ製作。監督は石川聖二、出演は生方一平（江下武二一等兵）、森山保（北川亟一等兵）、松居満（作江伊之助一等兵）、草間実（小隊長）、荒木忍（連隊長）、岬洋児（下士官）。
- 『忠魂肉弾三勇士』1932年3月3日公開、河合映画製作。監督は根岸東一郎、長尾史録、吉村操、石山稔、服部真砂雄、西尾佳雄、出演は中野健二、琴糸路、飯田英二、片桐敏郎。
- 『忠烈肉弾三勇士』1932年3月6日公開、東活映画製作。監督は古海卓二、出演は葉山隆一、片山専、落合幡蔵。
- 『昭和の軍神 爆弾三勇士』1932年3月3日公開、赤澤映画
- 『誉れもたかし 爆弾三勇士』1932年3月10日公開、日活製作。監督は木藤茂、出演は島津元（江下一等兵）、宇留木浩（作江一等兵）、城木晃（北川一等兵）、尾上助三郎（小学生）ら。
- 『昭和軍神 肉弾三勇士』1932年3月17日公開、福井映画製作。監督は福井信三郎、出演は竜造寺八郎、伊集院悦。

### 軍歌
以下のような（広義の）軍歌に取り上げられている。
- 爆弾三勇士の歌 与謝野鉄幹作詞、辻順治作曲。ポリドール・レコードから発売。
- 意想曲 爆弾三勇士 辻順治作曲。爆弾三勇士の歌B面。
- 爆弾三勇士の歌 長田幹彦作詞、中山晋平作曲。ビクターレコード発売、吹き込みはオリオン・コール。
- 肉弾三勇士の歌 渡部栄伍作詞、古賀政男作曲。肉弾三勇士の歌公募2席。肉弾三勇士の歌B面。
- 噫肉弾三勇士 三上於菟吉作詞、青葉宵三作曲。キングレコード発売、吹き込みは内田栄一。
- 軍神肉弾三勇士　英はじめ作詞、片岡志行作曲。吹き込みは横田良一。
- 三勇士 文部省唱歌、下総皖一作曲。「初等科音楽（一）」収録。

堀内敬三は、これ以外にも当時作られた軍歌は数十篇に及ぶと証言している。

## 研究書・関連書籍・関連文献
- 小野一麻呂『爆弾三勇士の真相とその観察』1932年
- 江崎誠致『爆弾三勇士』1958年
- 上野英信『天皇陛下萬歳 爆弾三勇士序説』1971年（Modern Classics新書16 洋泉社 2007年 ISBN 978-4-86248-142-9）
- 三国一朗聞き手『証言・私の昭和史(1)』1984年
- 前坂俊之『太平洋戦争と新聞』講談社学術文庫1817 講談社 2007年 ISBN 978-4-06-159817-1
- 奥武則『大衆新聞と国民国家―人気投票・慈善・スキャンダル』平凡社選書 2000年 ISBN 978-4582842081
- 増子保志「創られた戦争美談 －肉弾三勇士と戦争美談－」『国際情報研究』第12巻第1号、日本国際情報学会、2015年、27-35頁、doi:10.11424/gscs.12.1_27、2016年12月4日閲覧。
- 真鍋昌賢『浪花節　流動する語り芸』せりか書房、2017年3月。